# Альшан, Андрей Игоревич
Андре́й И́горевич Альша́н (18 марта 1960, Баку, Азербайджанская ССР, СССР) — советский фехтовальщик (сабля), серебряный призёр Олимпийских игр в командном первенстве. Заслуженный мастер спорта СССР (1984).

## Карьера
На Олимпиаде в Сеуле выиграл серебряную медаль в командной сабле вместе с Сергеем Миндиргасовым, Михаилом Бурцевым, Георгием Погосовым и Сергеем Коряжкиным. В индивидуальном первенстве Альшан стал 9-м.
Шестикратный чемпион мира в командной сабле и четырёхкратный призёр. Чемпион и серебряный призёр соревнований «Дружба-84».
С 1994 по 2004 год был тренером национальной сборной Италии. С 2004 по 2010 год возглавлял женскую сборную России. Является судьёй международной категории. С 2010 работает в МОУ ДОД ДЮСШ города Лобни.